# القوابعة (حرض)

تعديل مصدري - تعديل

القوابعة هي إحدى قرى عزلة العتنة بمديرية حرض التابعة لمحافظة حجة، بلغ تعداد سكانها 113 نسمة حسب تعداد اليمن لعام 2004.